# قرار مجلس الأمن التابع للأمم المتحدة رقم 1501
قرار مجلس الأمن التابع للأمم المتحدة 1501، المتخذ بالإجماع في 26 آب / أغسطس 2003، بعد الإشارة إلى جميع القرارات السابقة بشأن الحالة في جمهورية الكونغو الديمقراطية، ولا سيما القراران 1484 (2003) و 1493 (2003) أذن للبلدان المشاركة في عملية أرتميس في بونيا بمساعدة بعثة الأمم المتحدة في جمهورية الكونغو الديمقراطية (MONUC) حيث تم نشرها حول المدينة.
ولا يزال مجلس الأمن يشعر بالقلق إزاء الأعمال العدائية في شرق جمهورية الكونغو الديمقراطية، بما في ذلك كيفو الشمالية وكيفو الجنوبية ومقاطعة إيتوري. وجدد دعمه لعملية السلام وللقوة متعددة الجنسيات. بموجب الفصل السابع من ميثاق الأمم المتحدة، وافق المجلس على قرار الأمين العام كوفي عنان بالسماح للبلدان المشاركة في عملية أرتميس (التي كان من المقرر أن تنتهي في 1 أيلول / سبتمبر) بمساعدة وحدة بعثة منظمة الأمم المتحدة في جمهورية الكونغو الديمقراطية في مدينة بونيا.

## روابط خارجية
- نص القرار في undocs.org